# Made in Germany (storia a fumetti)
Made in Germany è la trentesima storia a fumetti di Valentina, celebre personaggio creato da Guido Crepax. In questa storia viene introdotto il personaggio di Effi, che avrà una presenza molto importante da qui in avanti.

## Trama
Mentre Valentina si trova per lavoro a Ebersberg, in Germania, una ragazza viene rapita. Nella sua stanza d'hotel, Valentina percepisce delle conversazioni concitate tra due uomini che parlano in italiano, intuendo un coinvolgimento in qualcosa di losco. Durante un incontro di lavoro, la sua mente è assorbita da questa conversazione. Più tardi, sente nuovamente i due uomini e capisce che si tratta di camorristi implicati nel rapimento. Si addormenta, incerta se intervenire.
La vicenda prende una piega drammatica quando i genitori della ragazza rapita muoiono in un incidente d'auto mentre si recano a pagare il riscatto. I rapitori vengono a sapere della notizia. Dalla sua camera, Valentina percepisce la loro agitazione e decide di seguirli in auto. Li vede raggiungere una casa dove prelevano la ragazza, per poi liberarla sul ciglio della strada, abbandonandola. Valentina interviene, soccorre la ragazza, che le rivela della morte dei genitori. Valentina, avendo anche lei perso i genitori quando era giovane (come raccontato in Valentina intrepida), empatizza con lei e la porta in hotel, dove la ospita nella sua stanza e le offre di portarla con sé a Milano. La ragazza, che si presenta come Effi, accetta l'offerta.

## Personaggi

### Valentina Rosselli
Fotografa milanese, è in viaggio per lavoro in Germania, dove viene coinvolta in una drammatica vicenda che la porta a conoscere Effi.

### Effi Lang
Giovane ragazza bavarese, viene rapita da camorristi per ottenere un riscatto dai suoi ricchi genitori, che però muoiono in un incidente d'auto proprio mentre si stanno recando al luogo prestabilito per lo scambio. Alla fine viene soccorsa da Valentina, che la porta con sé a Milano, offrendole ospitalità.

## Pubblicazioni
- linus febbraio/maggio 1982[1][2][3][4]
- Milano Libri (Per amore di Valentina) settembre 1983
- RCS (Volume 10) 2007
- Mondadori (Volume 17) 2015